# Агіей
Агіе́й (грец. Ἀγυιεύς — охоронець вулиці, дороги) — епітет Аполлона.

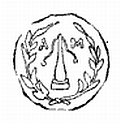
Монета із зображенням Аполлона Агіея

Стародавні греки перед будинками ставили високий конічний камінь — він звався «Аполлон вулиці» (Аполлон Агіей), камінь прикрашали квітами.
Інколи камінь називали вівтарем, також біля нього зводився жертовник — Агіей захищав будинок від зла.